# Puchar Świata w Zapasach 2010
Zawody Pucharu Świata w 2010 roku
- w stylu klasycznym rywalizowano 13 i 14 lutego w Erywaniu w Armenii,
- w stylu wolnym w dniach 6 i 7 marca w Moskwie w Rosji,
- a kobiety wystąpiły w Nankinie w Chinach w dniach 27-28 marca.

## Styl klasyczny

### Ostateczna kolejność drużynowa
| Poz. | Państwo         |
| ---- | --------------- |
|      | Iran            |
|      | Turcja          |
|      | Armenia         |
| 4.   | Rosja           |
| 5.   | Gruzja          |
| 6.   | Kuba            |
| 7.   | Węgry           |
| 8.   | Szwecja · Dania |

### I-VIII
| Waga   |                    |                      |                     | 4                 | 5                   | 6                   | 7                  | 8                           |
| ------ | ------------------ | -------------------- | ------------------- | ----------------- | ------------------- | ------------------- | ------------------ | --------------------------- |
| 55 kg  | Roman Amojan       | Gustavo Balart       | Péter Módos         | Mohammad Faghiri  | Lasza Gogitidze     | Nazir Mankijew      | Iwan Tatarinow     | Ayhan Karakuş Hammet Rüstem |
| 60 kg  | Omid Nouruzi       | Rewaz Laszchi        | Rahman Bilici       | Wahan Dżuharian   | Zaur Kuramagomiedow | Krisztián Jäger     | Fredrik Bjerrehuus | Soner Sucu                  |
| 66 kg  | Sa’id Abdewali     | Arman Adikian        | Anton Mamageiszwili | Bálint Korpási    | Mihran Harutiunian  | Refik Ayvazoğlu     | Mathias Günther    | Alexander Casal             |
| 74 kg  | Arsen Dżulfalakian | Mayli Raúl Consuegra | Renátó Kun          | Şeref Tüfenk      | Selçuk Çebi         | Rusłan Biełchorojew | Mark Madsen        | Hamid Rejhani               |
| 84 kg  | Nazmi Avluca       | Arsen Kachabriszwili | Taleb Nematpur      | Pablo Shorey      | Denys Forow         | Aleksiej Miszyn     | Zsolt Dajka        | Jim Pettersson              |
| 96 kg  | Balázs Kiss        | Armen Geghamian      | Babak Ghorbani      | Ahmet Taçyıldız   | Rustam Totrow       | Amir Ali Akbari     | Yasmany Lugo       | Soso Dżabidze               |
| 120 kg | Jurij Patrikiejew  | Rıza Kayaalp         | Johan Eurén         | Aleksandr Anuczin | Yasmani Acosta      | Baszir Babadżanzade | Mihály Deák-Bárdos | Dimitri Dżawachiszwili      |

### IX-XI
| Waga   | 9                    | 10                | 11              |
| ------ | -------------------- | ----------------- | --------------- |
| 55 kg  | ----                 | Emil Sundberg     | ----            |
| 60 kg  | Maikel Anache Lamoth | Maksim Mordowin   | ----            |
| 66 kg  | Siejran Simonian     | Manuczar Cchadaia | ----            |
| 74 kg  | Genadi Gogiszwili    | Aleksiej Iwanow   | ----            |
| 84 kg  | Habibollah Achlaghi  | Armen Grigorian   | Tigran Sahakian |
| 96 kg  | Cenk İldem           | Maksim Safarian   | ----            |
| 120 kg | ----                 | ----              | ----            |

## Styl wolny

### Ostateczna kolejność drużynowa
| Poz. | Państwo           |
| ---- | ----------------- |
|      | Rosja             |
|      | Iran              |
|      | Azerbejdżan       |
| 4.   | Ukraina           |
| 5.   | Białoruś          |
| 6.   | Stany Zjednoczone |
| 7.   | Turcja            |
| 8.   | Uzbekistan        |

## styl wolny kobiet

### Ostateczna kolejność drużynowa
| Poz. | Państwo           |
| ---- | ----------------- |
|      | Chiny             |
|      | Stany Zjednoczone |
|      | Japonia           |
| 4.   | Ukraina           |
| 5.   | Rosja             |
| 6.   | Mongolia          |
| 7.   | Kanada            |
| 8.   | Azerbejdżan       |